# Bellefond (Gironda)
Bellefond é uma comuna francesa na região administrativa da Nova Aquitânia, no departamento da Gironda. Estende-se por uma área de 3,17 km². Em 2010 a comuna tinha 229 habitantes (densidade: 72,2 hab./km²).